# Chevrolet Kodiak
Chevrolet Kodiak и GMC TopKick — это линейка грузовиков средней грузоподъемности, которые производились подразделениями Chevrolet и GMC компании General Motors с 1980 по 2009 год. Представленные как вариант линейки грузовиков средней грузоподъемности C / K, было произведено три поколения. Kodiak / TopKick, занимающий промежуточное положение между грузовиками C/K и обычным GMC Brigadier Class 8, был разработан в качестве основы для профессионально ориентированных грузовиков, включая грузовые автомобили, самосвалы и аналогичные автомобили; в более поздних поколениях для использования в автобусах производились варианты шасси как в разрезе, так и с капотом.

## Первое поколение
В 1981 году General Motors представила первое поколение Chevrolet Kodiak и GMC TopKick как вариант среднетоннажных грузовиков C/K. Грузовик класса 7, Kodiak, был разработан для использования дизельного двигателя Caterpillar 3208 V8 (полученного от более крупного Chevrolet Bruin/GMC Brigadier). Чтобы разместить более крупный двигатель (в котором использовался радиатор большего размера), кабину установили на несколько дюймов выше, что позволило поднять линию капота выше (переместив фары между решеткой радиатора и бампером); длина капюшона была сокращена, в результате чего длина BBC уменьшилась с 98 до 92 дюймов. Как и Bruin/Brigadier, Kodiak предлагался как с одинарной, так и с тандемной конфигурацией привода; Производились как прямые грузовики, так и полуприцепы.

## Второе поколение
В 1990 году было представлено второе поколение Kodiak/TopKick с переходом на архитектуру GMT530. Новое шасси объединило все среднетоннажные грузовики GM семейства моделей Kodiak/TopKick, при этом верхняя часть серии C/K ограничена однотонными грузовиками. После выхода GM из сегмента грузовиков класса 8 (и прекращения выпуска GMC General, Astro и Brigadier) эта модельная линейка стала самым крупным автомобилем, производимым компанией.
Кабина грузовиков GMT530, как и в предыдущем поколении, хотя и спроектирована на собственном усиленном шасси, была заимствована из пикапа GMT400 C/K (представленного в 1988 году) для снижения затрат на оснастку. Как и прежде, предлагались двухдверная и четырехдверная комплектации. Первоначально модели Kodiak были доступны в базовой комплектации и комплектации Silverado, а модели TopKick были доступны в комплектациях SL и SLE, но в 1994 году производство всех комплектаций было прекращено.
За тринадцатилетний период производства платформа GMT530 претерпела относительно мало изменений; поскольку в грузовиках средней грузоподъемности подушки безопасности не требовались, интерьер конструкции 1988 года сохранялся на протяжении всего производственного цикла. В 1991 году кабина с приподнятой крышей стала дополнительной (особенность грузовиков GMT530). В 1997 году стал доступен низкопрофильный «аэродинамический» капот (не предлагается на моделях C8500, для тяжелых условий эксплуатации или в школьных автобусах). Модели, оснащенные этим капотом, имели значок C5500-C8500, а не значок Kodiak/TopKick, изменение, которое распространилось на стандартные модели капота 1998 года, эффективно приводя грузовики средней грузоподъемности в соответствие с остальной частью соглашения об именах C/K.

## Третье поколение
В 2003 году General Motors выпустила Chevrolet Kodiak/GMC TopKick третьего поколения с архитектурой GMT560. Поскольку General Motors посчитала, что эти два названия лучше узнаваемы на рынке, линейка среднетоннажных грузовиков была выпущена под предыдущими шильдиками Kodiak/TopKick, а Cx500 был второстепенной частью номенклатуры. В рамках редизайна было продемонстрировано изменение дизайна Kodiak/TopKick. Чтобы лучше конкурировать с более продаваемыми моделями среднетоннажных грузовиков International DuraStar и Freightliner Business Class M2, грузовики GMT560 перешли на вертикально ориентированную конфигурацию кабины, чтобы обеспечить более низкий пол кабины, увеличить пространство в кабине и улучшить вход и выход. Кабина, созданная на базе полноразмерного фургона Chevrolet Express/GMC Savana конкурировать с Ford E-Series, Ford Transit, Dodge Ram Van, Dodge Sprinter, Ram ProMaster, Freightliner Sprinter, и Mercedes-Benz Sprinter, выпускалась в двухдверной и четырехдверной конфигурациях (поскольку коммерческие грузовики имели полную массу автомобиля (GVWR) более 8500 фунтов, они не были оснащены подушками безопасности).
За время производства GMT560 выпускался с небольшими изменениями. В моделях C4500 и C5500 использовалась конструкция капота, отличная от C6500 и моделей для более тяжелых условий эксплуатации. «Пакет роскошного внешнего вида» был доступен на всех моделях и включал сетчатую решетку с хромированной отделкой, хромированный бампер, а на моделях C4500 и C5500 — четыре фары с хромированной отделкой. Сетчатая решетка без хрома также была доступна в качестве отдельной опции. Шасси GMT560, перенесенное из предыдущего поколения, выпускалось в конфигурациях классов 5-7, в моделях C4500 и C7500. Фактически, преемником GMC Brigadier, была представлена модель C8500 с тандемной осью (с полной массой до 46 000 фунтов).

## Бронетехника
- «ISBI Kodiak» — бронеавтомобиль колумбийского производства, построенный на шасси грузовика «Chevrolet Kodiak»[1].